# Barrie
Pour les articles homonymes, voir Barrie (homonymie).
Barrie est une cité ontarienne située à 65 km au nord de Toronto au Canada.

## Situation
Elle est située dans le Grand Golden Horseshoe, au bord de la baie de Kempenfelt (744 km2) sur le lac Simcoe. Elle appartient au comté de Simcoe[réf. nécessaire].
Y passe l'autoroute 400[réf. nécessaire].
Elle a une superficie de 76,98 km2[réf. nécessaire].

## Chronologie municipale
Barrie fut fondée à la fin de la guerre anglo-américaine de 1812. Elle fut constituée comme village en 1837, puis comme ville en 1853[réf. nécessaire].

## Histoire
Barrie était au commencement un petit groupe de maisons et d'entrepôts au pied du portage de neuf milles liant la baie de Kempenfelt au fort Willow. L'arrivée du chemin de fer clandestin au milieu du XIXe siècle a contribué à son développement[réf. nécessaire].
Le 31 mai 1985, la ville a été frappée par une tornade de force F4 dans l'échelle de Fujita durant l’éruption de tornades le 31 mai 1985 en Ontario, Ohio, Pennsylvanie et New York. La tornade a tué huit personnes, blessé 155 autres et détruit ou endommagé de nombreux immeubles. Le 15 mai 2021, une autre tornade de force EF2 a frappé un quartier sud de la ville, faisant plusieurs blessés et laissant des dommages importants.

## Démographie
| 2001    | 2006    | 2011    | 2016    |
| ------- | ------- | ------- | ------- |
| 103 710 | 128 430 | 136 063 | 141 434 |

## Administration
- Liste des maires de Barrie (Ontario)

## Toponyme
Le nom de la cité rappelle la mémoire de Sir Robert Barrie (5 mai 1774 – 7 juin 1841) qui était un officier de la marine britannique[réf. nécessaire]. Il a joué un rôle important lors de la guerre anglo-américaine de 1812[réf. nécessaire].

## Économie
Il y a plusieurs manufactures à Barrie et la base de l'armée canadienne de Borden est à proximité. La perception que l'on a de Barrie est qu'elle est une ville-dortoir pour les gens qui travaillent à Toronto, qui est à environ 90 km au sud[réf. nécessaire].
Le tourisme joue un rôle important dans l'économie locale. La plage de Barrie est au cœur de l'industrie touristique, avec des événements comme le Kempenfest, festival d'art et artisanat, attirant plus de 300 000 personnes. Les activités récréatives incluent le ski aussi bien que la navigation de plaisance dans la baie de Kempenfelt[réf. nécessaire].

## Sport
Au hockey junior, y évoluent les Colts de Barrie[réf. nécessaire].

## Personnalités liées à la commune
- Vincent Jouk-Hrychkievitch, homme politique biélorusse, président de la République populaire biélorusse, décédé à Barrie le 14 février 1989 (à 86 ans)
- Pierre Pilote, joueur de hockey professionnel, décédé à Barrie le 10 septembre 2017 (à 85 ans)

## Jumelages
- Deux-Ponts (Allemagne) depuis 1996